# Saint Blane
Pour les articles homonymes, voir Blane et Blaine.
Saint Blane, Blain ou Blaine (gaélique écossais : blaan i.e:  jaune), mort vers 590, est un eclésiastique écossais du VIe siècle. 

## Biographie
Saint Blane, peut-être d'origine picte, nait en Écosse dans l'île de Bute au débouché de la Clyde où son oncle saint Cathan avait fondé le monastère de Kingarth. 
Il fait son éducation en Irlande à Bangor sous la direction de saint Congar et  saint Kenneth. Il revient ensuite en  Écosse prendre la tête du monastère de Kingarth. Il participe à l'évangélisation du royaume de Strathclyde puis plus à l'est, en zone picte, où il fonde Dunblane. C'est là qu'il meurt. 
Il est célébré comme saint le 10 août par l'église catholique,. 